# 布萊奇納姆峰
布萊奇納姆峰（英語：Blechnum Peaks）是南極洲的山峰，位於南喬治亞群島，海拔高度640米，由英國南極名稱諮詢委員命名，該山峰由英國海外領土管轄。